# إميليو فلوريس
إميليو فلوريس هو سياسي إيطالي، ولد في 15 سبتمبر 1944 في كالياري في إيطاليا. نشط حزبياً في فورزا إيطاليا.

## مناصب
- انتخب ممثل الجمعية البرلمانية لمجلس أوروبا [الإنجليزية]‏ لترشحه ضمن قائمة إيطاليا، (8 أكتوبر 2018 – ).
- انتخب عضو مجلس الشيوخ الإيطالي ‏ خلال فترته النيابية [الإنجليزية]‏ (16 مارس 2018 – ).
- انتخب عضو مجلس الشيوخ الإيطالي ‏ (15 مارس 2013 – 22 مارس 2018).
- انتخب mayor of Cagliari ‏ (14 مايو 2001 – 1 يونيو 2011).